# Днестровск
Днестровск (рус. Днестрóвск, укр. Дністровськ) је град у јужном делу Придњестровља, у Молдавији, близу границе са Украјином. Град се налази на обали Кучурганског језера и у њему је смештена највећа термоелектрана у Молдавији, Кучурганска термоелектрана позната и под називом Молдавскаја ГРЕС.
Град је направљен за време Совјетског Савеза, у непосредној близини термоелектране чији је данашњи власник Интер РАО.
Према попису становништва из 1989. град је имао 14,876 становника. На попису из 2004. град броји 11,200 становника.